# Micropsectra jokatertia
Micropsectra jokatertia är en tvåvingeart som beskrevs av Sasa och Kazuo Ogata 1999. Micropsectra jokatertia ingår i släktet Micropsectra och familjen fjädermyggor. Inga underarter finns listade i Catalogue of Life.